# Münsterschwarzacher Kleinschriften
Die Münsterschwarzacher Kleinschriften sind eine Publikationsreihe, die im
Vier-Türme-Verlag der Mönche der Abtei Münsterschwarzach erscheint.
Die dünnen Bücher im Taschenbuch-Format kosten jeweils um die 7 Euro.
Begründet wurde die Reihe 1979 mit „Gebet und Selbsterkenntnis“ von Anselm Grün. Das Cover war lange schwarz-weiß bebildert.
Die häufigsten Autoren sind Anselm Grün, Basilius Doppelfeld, Fidelis Ruppert,
Guido Kreppold, Wunibald Müller, Johanna Domek;  auch etwa Henri Nouwen (109) und Pierre Stutz (126) verfassten Bändchen.
Die  sind hauptsächlich spirituelle Impulse und Ratgeber; auch Auseinandersetzungen mit kontroversen Themen (etwa Klaus-Stefan Kriegers „Gewalt in der Bibel: Eine Überprüfung unseres Gottesbildes“ und „Was sagte Jesus wirklich?: Die Botschaft der Spruchquelle Q“).

## Auswahl
- André Louf/Meinrad Dufner: Geistliche Vaterschaft. Vier-Türme-Verlag, Münsterschwarzach 1984, ISBN 3-87868-196-8
- Guido Kreppold: Heilige: Modelle christlicher Selbstverwirklichung. Vier-Türme-Verlag, Münsterschwarzach 1984, ISBN 3-87868-194-1
- Anselm Grün/Michael Reepen: Heilendes Kirchenjahr : das Kirchenjahr als Psychodrama. Vier-Türme-Verlag, Münsterschwarzach 1985, ISBN 3-87868-211-5
- Catherine de Bar: Du hast Menschen an meinen Weg gestellt. Vier-Türme-Verlag, Münsterschwarzach 1986, ISBN 3-87868-223-9
- Bernd Jaspert: Benedikts Botschaft am Ende des 20. Jahrhunderts. Vier-Türme-Verlag, Münsterschwarzach 1987, ISBN 3-87868-351-0
- Johanna Domek: Segen – Quelle heilender Kraft. Vier-Türme-Verlag, Münsterschwarzach 1988, ISBN 3-87868-372-3
- Anselm Grün:  Chorgebet und Kontemplation. Vier-Türme-Verlag, Münsterschwarzach 1989, ISBN 3-87868-381-2
- Basilius Doppelfeld: Mission als Austausch. Vier-Türme-Verlag, Münsterschwarzach 1990, ISBN 3-87868-406-1
- Reinhard Abeln/Anton Kner:  Wie werde ich fertig mit meinem Alter?. Vier-Türme-Verlag, Münsterschwarzach 1991, ISBN 3-87868-438-X
- Anselm Grün:  Tiefenpsychologische Schriftauslegung. Vier-Türme-Verlag, Münsterschwarzach 1992, ISBN 3-87868-447-9
- Wunibald Müller: Dein Weg aus der Angst: Ängste annehmen und überwinden. Vier-Türme-Verlag, Münsterschwarzach 2003, ISBN 3-87868-640-4
- Wunibald Müller: Allein – aber nicht einsam. Vier-Türme-Verlag, Münsterschwarzach 2005, ISBN 3-87868-651-X
- Wunibald Müller: Atme auf in Gottes Nähe. Vier-Türme-Verlag, Münsterschwarzach 2007, ISBN 978-3-87868-660-6
- Wunibald Müller: Was macht Menschen krank, was macht sie gesund?. Vier-Türme-Verlag,  Münsterschwarzach, 2009, ISBN 978-3-89680-427-3

## Ergänzung
Im Vier-Türme-Verlag ist auch die Neuauflage des Büchleins von Sales Hess KZ Dachau - Eine Welt ohne Gott erschienen (1. Auflage 1946, 2., 3. und 4. Facsimile-Aufl. 1948, 1985 und 2013). In diesem Buch berichtet Sales Hess vom scheinbar vergeblichen Kampf gegen den „Klostersturm“ der Nazis in Münsterschwarzach im Frühjahr 1941 und seinen darauffolgenden  vier Jahren im KZ Dachau.